# 貝爾阿瑟 (北卡羅萊納州)
貝爾阿瑟（英語：Bell Arthur）是位於美國北卡羅萊納州皮特縣的普查規定居民點。

## 人口
根據2020年美國人口普查的數據，貝爾阿瑟的面積為4.82平方千米，皆為陸地。當地共有人口477人，而人口密度為每平方千米98.96人。